# Tell Me I'm Not Dreamin' (Too Good to Be True)
Tell Me I'm Not Dreamin' (Too Good to Be True) est une chanson interprétée par Jermaine Jackson et Michael Jackson. Ce morceau fut l'unique collaboration en tant que duo des deux frères Jackson. Elle est extraite de l'album Dynamite (ou Jermaine Jackson aux États-Unis) de Jermaine Jackson, sorti en 1984.

## Single
La version vocale de Tell Me I'm Not Dreamin' figure sur la face B des versions 33 et 45 tours du single Do What You Do de Jermaine Jackson, alors qu'une version instrumentale de la chanson est en face B d'une autre chanson de Jermaine, Dynamite.
Dans son livre de 1993 Michael Jackson: The King of Pop, l'auteur Lisa D. Campbell déclare que « bien qu'elle n'ait jamais été officiellement sortie en single en raison de difficultés juridiques entre le label de Michael, Epic Records, et le label de Jermaine, Arista Records, la chanson a été beaucoup diffusée à la radio ».